# Ultra Vomit
Ultra Vomit es un grupo francés de Freak metal formada en el Loira Atlántico, Francia. El grupo es conocido por sus distintas parodias hacia artistas o canciones de otros artistas. Sacaron su álbum debut "M. Patate", el cual estaba influenciado por el Grindcore. Ya en álbumes comenzaron a experimentar con un estilo de Heavy metal clásico.

## Influencias
En sus inicios, tenía un estilo de Metal extremo, teniendo parodias de canciones infantiles distorsionados por temas gore tomados a la ligera. El grupo se considera un grupo de freak metal, El cual es un subgénero menor del metal enfocado en el humor y parodia. Ejemplos serían la pistas "Pour un mosh" Y "Morbid Cocker"
Entre los diferentes artistas parodiados se encuentran a Rammstein,Gojira, AC/DC, Motörhead, Iron Maiden, Maximum the Hormone, etc.
Un miembro de Gojira felicito a la banda diciendo "Es un honor ser parodiados por Ultra Vomit"

## Premios
- 2017 : el álbum Panzer Surprise! es elegido " Mejor álbum del año » por la redacción de La Grosse Radio.[8]
- En octubre de 2021, Panzer Surprise!!! Está certificado oro por la SNEP, por lo que suma más de 50 000 ventes desde su lanzamiento en abril de 2017.[9] Es la primera vez desde Contraddiction de Mass Hysteria, lanzado en 1995 y certificado en 2018, que una banda de metal francesa obtiene esta certificación.

## Discografía
M. Patate (2004)
Objectif: Thunes (2008)
Panzer Surprise (2017)
Demos
1999 : Urine/Shit
1999 : Cuntbleed
1999 : The Trempolino Session
1999 : Ultra Vomit
2001 : Kebabized at Birth

## Videografía

### Videoclips
- 2006 : Judas Prost
- 2008 : Je Collectionne des Canards
- 2017 : Kammthaar
- 2018 : Evier Metal
- 2019 : Takoyaki
- 2019 : Le Train Fantôme

### clips en vivo
- 2019 : E-Tron (Digital Caca), del álbum Panzer Surprise ! , grabado en mayo durante el concierto en el Olimpia, L'OlymputaindePia
- 2019 : Kammthaar, del álbum Panzer Surprise ! , grabado en mayo durante el concierto en el Olympia, L'OlymputaindePia